# (251) Sophia
(251) Sophia est un astéroïde de la ceinture principale découvert par Johann Palisa le 4 octobre 1885 à Vienne. Son nom fait référence à l'épouse de l'astronome Hugo von Seeliger.